# La màquina de la mort
La màquina de la mort (títol original: Death Machine) és una pel·lícula britànica dirigida per Stephen Norrington, estrenada l'any 1995. Ha estat doblada al català.

## Argument
Després ser acomiadat per la Chaank Indústries després del fracàs del seu projecte de soldat cibernètic, l'enginyer Jack Dante decideix venjar-se deixant als locals de l'empresa un robot gegant programat per localitzar i a continuació eliminar els seus blancs en funció del seu grau de por.

## Repartiment
- Brad Dourif: Jack Dante
- Ely Pouget: Hayden Cala
- William Hootkins: John Carpenter
- John Sharian: Sam Raimi
- Martin McDougall: Yutani
- Andreas Wisniewski: Weyland
- Richard Brake: Scott Ridley
- Alex Brooks: el xèrif Dickson
- Stuart St. Paul: Glitching Hardman
- Jackie Sawiris: la criada
- Annemarie Zola: una manifestant
- Julie Cox: una manifestant
- Kathleen Tessaro: un periodista
- Ronald Fernee: un periodista
- Lesley Lió: un periodista

## Al voltant de la pel·lícula
- El rodatge s'ha desenvolupat a Londres i Los Angeles, així com als Estudis Pinewood.
- Els personatges de Sam Raimi i John Carpenter fan referència als directors del mateix nom, mentre que Jack Dante i Scott Ridley fan referència a Joe Dante i Ridley Scott. Finalment, Weyland i Yutani retornen a la mégacorporació Weyland-Yutani, armador del Nostromo a Alien (1979), dirigida per aquest mateix Ridley Scott.
- Destacar una petita aparició de l'actriu Rachel Weisz al paper d'un quadre intermedi.

## Premis i nominacions
- Premi dels millors efectes especials en el Fantafestival l'any 1995.
- Premis 1995: Festival de Sitges: 2 nominacions, efectes especials i actor (Brad Dourif)